# The Little Mermaid (musical)
The Little Mermaid è un musical che ha esordito a Broadway il 10 gennaio 2008. È ispirato al celeberrimo film d'animazione Disney La sirenetta.

## Trama

### Atto I
La storia si apre con il principe Eric, il suo consigliere Grimsby e alcuni marinai a bordo di una nave che stanno parlando di Tritone, il re del mare. Grimsby cerca di dire a Eric che deve tornare a casa per adempiere al suo ruolo di principe. Tuttavia, Eric sente una bella voce e comanda di seguirla (Fathoms Below).
Sul fondo dell'oceano, nel regno di Tritone, è in corso un concerto in onore della sconfitta di Ursula. Il compositore di corte di re Tritone, il granchio Sebastian, ha composto una canzone che eseguiranno le figlie del re (Daughters of Triton). Tuttavia, la figlia minore, Ariel, non è lì; Ariel ha dimenticato il concerto perché era a nuotare intorno alla superficie ammirando il nuovo oggetto che ha trovato, una forchetta. È affascinata dal mondo umano (The World Above). Insieme al suo miglior amico, Flounder, Ariel fa visita a Scuttle, un gabbiano, e ai suoi compagni per chiedere cosa sono gli oggetti umani che trova in superficie ma loro le rispondono sempre erroneamente (Human Stuff).
Altrove la strega del mare Ursula sta progettando vendetta contro suo fratello, re Tritone. Spiega di essere stata bandita dal palazzo perché ha usato la magia nera e ordina ai suoi servi Flotsam e Jetsam di tenere d'occhio Ariel pensando che potrebbe essere la chiave del ritorno al potere (I Want The Good Times Back).
Quando Ariel ritorna al regno sottomarino viene sgridata da Tritone che detesta il mondo umano. Ariel va via, sconvolta, e Tritone assegna a Sebastian il ruolo di suo badante. Ariel si trova da sola nel suo "rifugio segreto" che contiene la sua collezione di cose umane e crede che gli umani non siano malvagi (Part of Your World).
Ariel e Flounder decidono di andare in superficie per vedere passare la nave di Eric. Grimsby dice a Eric che deve trovare una sposa per diventare re. Una tempesta colpisce all'improvviso la nave ed Eric cade in acqua. Sta per affogare quando la sirenetta lo salva. Ariel si innamora di lui e vorrebbe trovare un modo per stare con lui (Part of Your World (Reprise)).
Ariel ritorna a casa sua ma il suo comportamento è cambiato; questo fa pensare alle sorelle che sia innamorata (She's in Love). Sulla terra Eric è determinato a trovare la donna che gli ha salvato la vita, ma l'unico indizio che ha è la voce della ragazza. Gli viene un'idea: inviterà delle principesse straniere a cantare sperando di sentire quella voce tanto amata.
Tritone scopre che Ariel ha salvato un essere umano e pensa che le possa succedere la stessa cosa orribile successa anni fa alla madre (The World Above (Reprise)). Tritone e Ariel litigano e il re usa il suo magico tridente, un'arma potentissima, per distruggere gli oggetti "umani" trovati dalla figlia. Sebastian arriva e cerca di confortare Ariel dicendole che il mare è molto meglio della terra (Under the Sea). Durante la canzone di Sebastian, Ariel e Flounder scappano. Ma Flotsam e Jetsam bloccano Ariel e la convincono a chiedere aiuto alla loro padrona (Sweet Child).
Ariel va da Ursula che le propone un patto: Ariel sarà trasformata in un'umana per tre giorni, durante i quali dovrà dare a Eric il bacio del vero amore. Se lo farà sarà un'umana per sempre, in caso contrario tornerà a essere una sirena e apparterrà per sempre alla strega. Come pagamento la principessa darà la sua voce che la zia rinchiuderà nella sua conchiglia magica (Poor Unfortunate Souls). Ariel firma il contratto e diventa un'umana.

### Atto II
Sebastian e Flounder portano Ariel a riva. Scuttle e i gabbiani le insegnano a usare le gambe umane (Positoovity). Pensando che Ariel possa essere attaccata dai gabbiani Eric li scaccia. Eric porta Ariel nel suo palazzo dove la badante Carlotta e le cameriere la lavano e la vestono. Ariel è affascinata dal mondo umano e le cameriere si chiedono perché il principe abbia portato una sconosciuta a palazzo (Beyond My Wildest Dreams). Quella notte lo Chef Louis cerca di cucinare Sebastian (Les Poissons/Les Poissons (Reprise)). Più tardi Eric insegna ad Ariel a ballare (One Step Closer). Nel frattempo Ursula decide di mandare Flotsam e Jetsam a impedire a Ariel di dare il famoso bacio (I Want The Good Times Back (Reprise)).
Eric fa fare ad Ariel un tour per la città e poi decide di fare un giretto in barca. Sebastian e alcuni animali creano un'atmosfera romantica per i due giovani (Kiss the Girl). Ma prima che riescano a baciarsi Flotsam Jetsam li fanno finire in acqua (Sweet Child (Reprise)). Il secondo giorno passa e la badante dice ad Ariel del concorso di canto che si terrà quel giorno con le altre principesse. Tritone è preoccupato per la scomparsa della figlia, Sebastian è in ansia perché il tempo sta per scadere ed Eric sogna ancora di trovare la ragazza che lo ha salvato (If Only). Sebastian e Flounder dicono al re del patto fra la sirenetta e Ursula e Tritone va a cercare la figlia.
Il concorso si svolge (The Contest) ma Eric non trova la ragazza. Ariel sceglie in quel momento di ballare per lui. Ma Ursula appare e inonda il castello dicendo che il tempo della sirena è scaduto.
Re Tritone arriva per fermare la sorella. Tritone accetta di prendere il posto della figlia cedendo il regno ad Ursula che prende il tridente e si proclama regina (Poor Unfortunate Souls (Reprise)). Eric prende una nave nel tentativo di fermare la strega ma lei fa venire l'alta marea facendogli sbagliar strada. Mentre è distratta, Ariel afferra la conchiglia magica, riprende la sua voce e minaccia di rompere la conchiglia. Terrorizzati, Flotsam e Jetsam nuotano verso la salvezza. La sirena rompe la conchiglia decretando così la fine della zia.
Tritone decide di ritrasformare Ariel in un'umana (If Only (Reprise)). Ariel ed Eric si sposano e vivranno per sempre felici e contenti (Finale).

## Numeri musicali

### Atto I
- Overture
- Fathoms Below: Eric, Grimsby, marinai
- Daughters Of Triton: Figlie di Tritone
- The World Above: Ariel
- Human Stuff - Scuttle, gabbiani
- I Want The Good Times Back: Ursula, Flotsam, Jetsam, Murene
- Part of Your World: Ariel
- Storm at Sea
- Part of Your World (Reprise): Ariel
- She's In Love: Figlie di Tritone, Sebastian, Flounder
- Her Voice: Eric
- The World Above (Reprise): Tritone
- Under the Sea: Sebastian, creature del mare
- Under the Sea (Reprise): Sebastian, creature del mare
- Sweet Child: Flotsam, Jetsam
- Poor Unfortunate Souls: Ursula, Ariel

### Atto II
- Positoovity - Scuttle, gabbiani
- Beyond My Wildest Dreams: Ariel, cameriere, Carlotta
- Les Poissons: Chef Louis
- Les Poissons (Reprise): Chef Louis
- One Step Closer: Eric
- I Want The Good Times Back (Reprise): Ursula, Flotsam, Jetsam
- Kiss The Girl: Sebastian, animali
- Sweet Child (Reprise): Flotsam, Jetsam
- If Only: Ariel, Eric, Sebastian, Tritone
- The Contest: Grimsby, principesse
- Poor Unfortunate Souls (Reprise): Ursula
- If Only (Reprise): Tritone, Ariel
- Finale: Eric, Ariel

## Riconoscimenti
62nd Tony Awards
- Best Original Score: Alan Menken (musica); Howard Ashman e Glenn Slater (testi) Nominated
- Best Lighting Design of a Musical: Natasha Katz Nominated

2008 Drama Desk Awards
- Outstanding Actress in a Musical: Sierra Boggess Nominated
- Outstanding Set Design of a Musical: George Tsypin Nominated
- Outstanding Lighting Design: Natasha Katz Nominated

Outer Critics Circle Awards
- Outstanding Featured Actress in a Musical: Sherie Rene Scott Nominated

Drama League Award
- Distinguished Performance Award: Sierra Boggess Nominated

9th Annual Broadway.com Audience Awards
- Favorite New Broadway Musical Nominated
- Favorite Leading Actress in a Broadway Musical: Sierra Boggess Nominated
- Favorite Featured Actor in a Broadway Musical: Tituss Burgess Nominated
- Favorite Featured Actress in a Broadway Musical: Sherie Rene Scott Nominated
- Favorite Diva Performance: Sherie Rene Scott Nominated
- Favorite Breakthrough Performance (Female): Sierra Boggess WINNER
- Favorite New Broadway Song: "If Only" Sierra Boggess Nominated
- Favorite New Broadway Song: "She's In Love" Sierra Boggess Nominated

Grammy Awards
- Best Musical Show Album Nominated

## Differenze tra il musical e il film

### Trama
- Nel musical non c'è lo squalo che appare nel film.
- La conchiglia magica di Ursula nel film è solo una collana.
- Nel musical Ursula è la sorella di Tritone.
- Nel musical il padre di Ursula e di Tritone è Poseidone.
- Nel musical la canzone "Under the Sea" è stata cantata dopo che Tritone ha distrutto gli oggetti umani di Ariel.
- Nel musical Ursula usa la conchiglia per vedere tutto invece che Flotsam e Jetsam.
- Vanessa non è presente nel musical.
- Il concorso di canto non è presente nel film.
- Ariel riprende la voce solo dopo essere tornata sirena nel musical.
- Nel film Flotsam e Jetsam vengono uccisi mentre nel musical scappano.
- Nel musical per distruggere Ursula basta distruggere la sua conchiglia.

### Numeri musicali
Le seguenti musiche sono state scritte appositamente per il teatro e non compaiono perciò nel lungometraggio:
- The World Above - Ariel
- Human Stuff - Scuttle, Gulls
- I Want The Good Times Back - Ursula, Flotsam, Jetsam, Eels
- She's In Love - Mersisters, Flounder
- Her Voice - Principe Eric
- The World Above (Reprise) - Re Tritone
- Sweet Child - Flotsam, Jetsam
- Positoovity - Scuttle, Gulls
- Beyond My Wildest Dreams - Ariel, Maids, Carlotta
- Les Poissons (Reprise) - Chef Louis
- One Step Closer - Principe Eric
- I Want The Good Times Back (Reprise) - Ursula, Flotsam, Jetsam
- If Only (Quartet) - Ariel, Princepe Eric, Sebastian, Re Tritone
- The Contest - Grimsby, Principesse
- Poor Unfortunate Souls (Reprise) - Ursula
- If Only (Reprise) - Re Tritone, Ariel
- Finale - Principe Eric, Ariel, Ensemble